# Bivalno-obrambni grad
Bivalno-obrambni grad (angl. keep, srednje angleško kype, franc. donjon) je vrsta stolpa/gradu, zgrajenega v evropskih gradovih v srednjem veku. Znanstveniki razpravljajo o obsegu besede keep, vendar običajno menijo, da je to velik stolp v gradu, ki je bil namenjen utrjenemu bivališču in zatočišču ko bi ostali deli gradu padli v sovražnikove roke. Prvi stolpi so bili leseni in so bili del mota gradov, ki so se pojavili v Normandiji in Anjou v 10. stoletju. Oblika se je širila po Angliji zaradi invazije Normanov od leta 1066 in se nato razširila v Wales, v drugi polovici 11. stoletja in na Irsko v 1170-ih. Anglo-normanski in francoski vladarji so začeli graditi stolpe v kamnu med 10. in 11. stoletjem. To so bili normanski bivalno-obrambni gradovi s kvadratnim ali pravokotnim tlorisom in krožni gradovi. Kamniti gradovi so imeli precejšen političen kot tudi vojaški pomen in so jih lahko gradili tudi do deset let.
V 12. stoletju so začeli nastajati novi modeli - v Franciji so bili uvedeni gradovi v obliki štiriperesne deteljice, medtem ko so v Angliji gradili poligonalne gradove. Do konca stoletja so se francoski in angleški modeli začeli razhajati: Filip II. Francoski je zgradil vrsto okroglih bivalno-obrambnih gradov, da bi označil svojo kraljevsko oblast na svojih novih ozemljih, medtem ko so v Angliji gradove gradili brez tovrstnih stolpov. V Španiji so stolpe vse bolj vključevali v krščanske in islamske gradove, v Nemčiji pa so visoke stolpe, imenovane bergfrid, raje izvajali po zahodni modi. V drugi polovici 14. stoletja je nastal preporod v gradnji bivalno-obrambnih gradov. V Franciji je Château de Vincennes začel modo visokih, močno mašikuliranih modelov, kar je bil trend sprejet v Španiji in najbolj viden skozi dela valladolidske španske šole gradnje gradov. Medtem je bivalno-obrambnih grad v Angliji postal priljubljen med najbolj premožnimi plemiči: ti veliki stolpi so vsak unikatno oblikovani in sodijo med najlepše gradove zgrajene v tem obdobju.
V 16. stoletju so bivalno-obrambni gradovi začeli počasi prihajati iz mode kot utrdbe in rezidence. Veliko je bilo uničenih v civilnih vojnah med 17. in 18. stoletjem ali vključenih v vrtove kot umetnost. V 19. stoletju je bivalno-obrambni grad spet postal modern. V Angliji in Franciji so bili mnogi obnovljeni ali preoblikovani, za kar so poskrbeli novogotski arhitekti. Kljub nadaljnjemu uničevanju med vojnami v 20. stoletju, so se številni francoski in španski gradovi ohranili so danes in predstavljajo pomemben del turistične in kulturne dediščine v Evropi.

## Etimologija in zgodovinopisje
Od 16. stoletja dalje se angleška beseda keep nanaša na velike stolpe v gradovih. Beseda izvira iz okoli leta 1375 do 1376, iz srednje angleškega izraza kype, ki pomeni 'košaro' ali 'sod' in je izraz, ki je zaradi gradu pri Guînesu, ki spominja na sod. Izraz se uporablja tudi za druge podobne gradove do 15. stoletja. Do 17. stoletja je beseda keep sicer izgubila svoj prvotni pomen in se je ohranila v pomenu zadržati ali zaščiti.
Že zgodaj je postala uporaba besede keep povezana z idejo stolpa na gradu, ki bi služil hkrati kot utrdba in zasebno bivališče ter v skrajnem primeru zatočišče. Pomen se zaplete z zgradbo utrjenega renesančnega stolpa v Italiji, ki se imenuje tenazza in so bili uporabljeni kot obramba v skrajnem primeru. Do 19. stoletja so viktorijanski zgodovinarji napačno ugotovila, da sta etimologiji besed keep in tenazza povezani in da keepi izpolnjujejo vojaško funkcijo. 
Rezultat razvoja v smislu uporabe izraza keep v zgodovinski analizi, je danes lahko problematično.  Sodobni srednjeveški avtorji uporabljajo različne izraze za stavbe, ki jim danes pravijo keep. V latinščini so večkrat opisane kot turris, turris castri ali magna turris. 12. stoletju je v francoščini nastal izraz donjon, iz latinščine dominarium za 'gospostvo', ki povezuje stolp in fevdalno oblast. Podobno so srednjeveški španski pisci imenovali stavbe torre del homenaje ali 'prosotr domovanja'. V Angliji je donjon postal ječa, prvotno izraz za zadrževanje, ne zapor.
Ta dvoumnost terminologije je naredila zgodovinsko analizo uporabe besede keep za problematično. Čeprav izraz ostaja v uporabi v angleščini, nekateri akademiki raje uporabljajo izraz donjon in večina sodobnih zgodovinarjev svari pred poenostavljeno uporabo izraza keep. Utrdbe gotovo niso nujno del enotnega srednjeveškega sloga, prav tako ne njihova uporaba. 

## Zgodovina

### Leseni bivalno-obrambni gradovi (9.–12. stoletje)
Najstarejši bivalno-obrambni gradovi so bili zgrajeni kot oblika mota od 10. stoletja dalje - kombinacija dokumentarnih in arheoloških dokazov kaže na prvi tak grad, zgrajen v Vincyju leta 979. Te prve gradove so gradili močnejši gospodarji Anjou v poznem 10. in 11. stoletju, zlasti Fulko III. Anžujski in njegov sin, Geoffrey II. Anžujski, ki jih je zgradil veliko število med 987 in 1060. Viljem Osvajalec je to obliko gradu uvedel v Angliji po napadu leta 1066 in oblikovanje širil v južni Wales kot normansko širitev v naslednjih desetletjih.
Grad mota je obsegal kup imenovan mota, navadno umetno nasut iz zemlje in zatravljen in predgradje, nižje obzidano ohišje. Grad in zaščitni lesen zid (palisada sta bila običajno zgrajena na vrhu mote. Nekateri zaščitni zidovi okrog gradu so bilo dovolj veliki, da so omeli obrambni hodnik. Zunanje stene mote in obrambni hodnik so lahko okrepili tako, da so izpolnili prostor med lesenimi stenami z zemljo in kamenjem ter tako omogočili uporabo težjih bremen. Imenovali so jih garillum. Manjši mota gradovi so imeli le preprost stolp s sobo za nekaj vojakov, medtem ko so bili večji mota gradovi opremljeni z veliko višjim in večjim stolpom, oblikovanim z bretasche, kvadratni struktura, ki je konzolno izstopala iz zgornjega nadstropja zgradbe in omogočala boljšo obrambo in bolj čvrsto strukturno zasnovo. Leseni deli so bili zaščiteni s kožami, da so preprečili eventualen zažig med obleganjem. 
En tak primer opisuje Jean de Colmieu okoli 1130, ki pravi kako so plemiči v regiji Calais zgradili »kup zemlje tako visok, kot so lahko in izkopali jarek ob tem, tako širok in globok kot je mogoče. Prostor na vrhu kupa je obdan s palisado iz zelo močnih hlodov, okrepljeno v intervalih s toliko stolpi kot so jih sredstva lahko zagotovila. Znotraj ograjenega prostora je citadela ali grad, iz katerega se vodi obramba. Vhod do trdnjave je z mostom, ki se dviga iz zunanje strani jarka in je podprt s stebri, ko se vzpenja na vrh kupa.« V gradu Durham, sodobniki opisujejo, kako je grad nastal iz »gomile dvignjene zemlje« z gradom na vrhu »eleganten, močan znotraj in zunaj«, ki je »mogočna hiša ... bleščeče lepote v vsakem delu«. Tako kot ima obramben pomen, sta grad z moto pošiljala močno politično sporočilo lokalnemu prebivalstvu.
Lesen grad je bil lahko precej obsežen po velikosti, kot sta ugotovila Robert Higham in Philip Barker in je bilo mogoče zgraditi »... zelo visoke in velike strukture« . Kot primer, kaj tak grad lahko sestavlja, opisuje zgodnji kronist 12. stoletja Lambert Ardres: lesen grad na vrhu mote na gradu Ardres, kjer je bilo »... prvo nadstropje na površini tal, kjer so bile kleti in kašče, in veliki zaboji, sodi in drugi domači pripomočki, v nadstropju nad tem je bilo stanovanje in skupni dnevni prostori prebivalcev, v katerih so bile shrambe, sobe za peke in služabnike in velik prostor, v katerem sta spala gospodar in njegova žena ... v zgornji etaži hiše so bile mansardne sobe ... v tej etaži so bili tudi stražarji in so splali branitelji gradu.« 
V Svetem rimskem cesarstvu so visok, prostostoječ lesen stolp imenovali bergfrid in so ga pogosto gradili v 11. stoletju, in sicer podobno kot grad mota ali kot del gradu na hribu, z značilnim notranjim in zunanjim dvoriščem. Bergfrid, ki ima ime iz nemščine za 'zvonik', je bil sicer podoben normansko-angleškim gradovom, vendar je imel po navadi manjšo površino ali tloris, običajno ni imel bivalne funkcije in bil pogosto vgrajen v zunanji obrambi gradu, namesto da bi bil varno zatočišče v primeru sile.

### Zgodnji kamniti bivalno-obrambni gradovi (10.–12. stoletje)
V 10. stoletju so manjše število kamnitih gradov začeli graditi v Franciji, na primer v Château de Langeais. V 11. stoletju se je njihovo število povečalo in se kot slog širilo iz Normandije drugod po Franciji in v Anglijo. Nekatere obstoječe mota gradove so predelali v kamnu in stolpe nadgradili, v drugih primerih so zgradili nove kamnite. Te kamnite gradove so uvedli na Irsko v 1170-ih v času naslednje normanske zasedbe na vzhodu države, kjer so bili še posebej priljubljeni med novimi Anglo-Norman gospodi. Dve splošni vrsti oblikovanja sta se pojavili po Franciji in Angliji v tem obdobju: štiristranski kamniti grad, znani kot normanski keep ali velik donjon carré v angleščini ali donjon roman v francoščini -. in krožni grad.
Razlogi za prehod od lesa na kamen so nejasni, proces je bil počasen in neenakomeren po različnih regijah. Veljalo je prepričanje, da je kamnit grad trdnejši od lesenega in manj ranljiv na ogenj. Nedavne arheološke raziskave so pokazale, da je bilo veliko lesenih gradov robustnih in prav tako prefinjenih kot njihovih kamnitih ekvivalentov. Nekateri leseni niso bili pretvorjeni v kamen še vrsto let in so jih namesto tega razširili v lesu, kot je Hen Domen. Kljub temu je kamen postal bolj priljubljen kot gradbeni material tako iz vojaških kot simbolnih razlogov.
Kamniti gradovi so zahtevali znanje obrtnikov. Za razliko od lesa in zemeljskih del, ki so jih lahko izvajali s pomočjo nesvobodnih delavcev tlačanov, so morali te obrtnike plačati, drag pa je bil tudi kamen. Gradnja je bila relativno počasna zaradi omejitev v apneni malti, uporabljeni v tem obdobju – grajske zidove so lahko običajno povečali za največ 3,6 m na leto. Grad Scarborough ni bil netipičen primer deset letne gradnje. Število takih gradov je ostalo relativno nizko: na primer v Angliji, čeprav je bilo več kamnitih gradov zgrajenih po zasedbi, jih je le med deset in petnajst stalo leta 1100 in le okoli sto je bilo zgrajenih do leta 1216.
Normanski grad je imel štiri stranice, v vogalih ojačane s pilastri ali oporniki; nekateri, zlasti v Normandiji in v Franciji, so imelo obliko barlongue, pri čemer je imel pravokotni tloris dolžino dvakratnik njihove širine, medtem ko so predvsem v Angliji oblikovali kvadrate. Lahko so bili do štiri nadstropja visoki, z vhodom postavljenim v prvo nadstropje, da so otežili vdor vrat. Zgodnji francoski gradovi so imeli zunanje stopnice v lesu, medtem ko so kasnejši gradov v Franciji in Angliji dobili kamnite. V nekaterih primerih so bile dostopne stopnice zaščitene z dodatnimi zidovi in vrati, kot nekakšna predgradnja. Mogočna normanska oblika je imela debele zidove, po navadi narejene iz klesancev, lahko debele 7,3 m, izjemno močne, ki so zadrževali stalno temperaturo v notranjosti stavbe tako poleti kot pozimi. Večji gradovi so bili prostore ob notranji steni, medtem ko so manjše različice imele en, nekoliko utesnjen prostor v vsakem nadstropju. Običajno je bil samo v prvem nadstropju strop obokan v kamnu, v višjih nadstropjih pa lesen. 
Potekala je obsežna akademska razprava, v kolikšni meri so bili normanski gradovi zasnovani za vojaško ali politično funkcijo, še posebej v Angliji. Zgodnje analize normanskih gradov so bile osredotočene na vojaško oblikovanje, in zgodovinarji, kot je bil R. Brown Cathcart je kralju predlagal, da kvadratni tloris pomeni vojaško superiornosti. Večina teh normanskih gradov je bila zagotovo izjemno fizično robustnih, čeprav značilni oporniki niso dodali prave arhitekturne moči. Mnoge pomanjkljivosti, povezanih z njihovo zasnovo, so bile nepomembne v zgodnjem obdobju. Vogali kvadratih gradov so bili teoretično dovzetni za oblegovalne naprave in podkopavanje, vendar pred uvedbo triboka ob koncu 12. stoletja, začetno topništvo je imelo malo praktičnih možnosti za poškodovanje gradu, podkopavanje se je le redko izvajalo. Podobno so vogale kvadratnega gradu ustvarili mrtvi prostor, da branilci niso mogli streljati, vendar so bili zgrešeni streli pri grajskih obleganjij manj pomembni, do uvedbe samostrela sredi 12. stoletja, ko začeli graditi strelnice.
Kljub vsemu so mnogi kamniti normanski gradovi sprejeli pomembne kompromise za vojaško uporabnost. Grad Norwich na primer, je vključil slepe arkade na zunanji strani stavbe in zdi se, da vhodna pot ni bila namenjena za javno uporabo ampak za obrambo. Notranjost gradu Hedingham je zagotovo gostila izjemne slovesnosti in dogodke, vendar je vseboval številne pomanjkljivosti iz vojaškega vidika. Pomembni zgodnje angleški in valižanski gradovi kot so White Tower, Colchester in Chepstow, so bili zgrajeni v značilnem romanskem slogu, pogosto so ponovno uporabili material rimskih mest in so bili skoraj zagotovo namenjena ustvarjanju vtisa nad lokalnim prebivalstvom. Politična vrednost teh modelov gradov in družbeni ugled njihovih graditeljev lahko pomagajo pojasniti, zakaj so nadaljevali z gradnjo v Angliji še v poznem 12. stoletju, preko meje, ko je vojaška teorija predlagala sprejem prilagojenih rešitev.
Druge zgodnje oblike, ki izhajajo od 12. stoletja dalje, so krožni gradovi, donjon annulaire v francoščini, kjer so zamenjali lesen grad na moti ali palisade na obroču, s krožnim kamnitim zidom. Krožni grad so včasih še dodatno zaščitili z dodatnim nizkim zaščitnim zidom okoli baze, ki se imenuje zidni plašč. Stavbe se nato zgradili okoli notranjosti lupine, ki ustvarja majhno notranje centralno dvorišče. Slog je bil še posebej priljubljen v jugo-vzhodni Angliji in po Normandiji, drugje manj. Grad Restormel je klasičen primer tega razvoja, kot kasnejši grad Launceston; podobni v Normandija in na Nizozemskem sta Gisors in Burcht van Leiden. Ti gradovi so bili med najmočnejšimi utrdbami tega obdobja. Čeprav je imela krožna oblika vojaške prednosti pred tisto s kvadratnimi vogali, je bilo to res važno od konca 12. stoletja dalje. Glavni razlog za sprejetje krožne oblike v 12. stoletju so bila krožno oblikovana zemeljska dela mota gradov. Seveda pa so se nekateri modeli prilagodili neenakomerni obliki mote, kot je na primer grad Windsor.

### Srednjeveški bivalno-obrambni gradovi (pozno 12.–14. stoletje)
V drugi polovici 12. stoletja se je po vsej Franciji in Angliji začela pojavljati vrsta novih oblik. Uporaba stolpa v gradovih se je razširila preko Iberskega polotoka, vendar nekateri novi gradovi niso nikoli vključili stolpa v svoje oblikovanje. Ena od razlag za tak razvoj poudarja vojaško uporabnost novih oblik, češ, da ukrivljene površine gradov in obzidij pomagajo odbiti napade ali da pa so uporabili izkušnje, pridobljene v času križarskih vojn iz islamskih praks v Levantu. Novejše zgodovinske analize pa poudarjajo politične in socialne vidike, ki so temelj teh srednjeveških sprememb v oblikovanju gradu.
Skozi večji del 12. stoletja je bila Francija razdeljena med Kapetinge, ki so vladali iz Île-de-France in angleške kralje, ki so nadzorovali Normandijo in velike del zahodne Francije. Znotraj kapetinskih ozemelj so prve poskuse novega sloga začeli pri gradu Houdan leta 1120, kjer je bil krožni grad zgrajen s štirimi okroglimi vogalnimi stolpi, sicer pa je struktura ostala konvencionalno kvadrat. Nekaj let kasneje je Château d'Etampes dobil zasnovo deteljice. Te oblike so ostali le izolirani poskusi.
V 1190-ih se je boj za oblast v Franciji začel z nihanjem priljubljenosti Filipa II., ki se zaključi v kapetinškim zajemom Normandije leta 1204. Filip II. je začel graditi povsem krožne gradove, kot je Tour Jeanne d'Arc, z več zgradbami na svojih novo pridobljenih ozemljih. Prvi Filipov nov grad se je začel graditi v Louvru leta 1190, sledilo mu jih je vsaj še dvajset, vsi po enakem standardu in stroških. Arhitekturna ideja krožnega gradu je verjetno prišla iz Katalonije, kjer so okrogli stolpi v gradovih oblikovali lokalno tradicijo in verjetno imeli nekatere vojaške prednosti, vendar je bil Filipov namen pri izgradnji teh novih gradov v svežem slogu očitno političen poskus da dokaže svojo novo moč in oblast nad razširjenim ozemljem. Kot pravi zgodovinar Philippe Durand ti gradovi predstavljajo vojaško varnost in so fizična predstavitev renouveau capétien ali Kapetinske obnove. 
Oblikovanje gradov v Angliji se je začelo spreminjati šele proti koncu 12. stoletja, kasneje kot v Franciji. Leseni gradovi na motah so se prenehali graditi v večjem delu Anglije v 1150-ih, so se pa še vedno postavljali v Walesu in vzdolž se valižanske marke. Do konca 12. stoletja sta Anglija in Irska dobili peščico inovativnih kotnih ali mnogokotnih gradov, vključno z gradom Orford s tremi pravokotnimi, prizidanimi stolpi, zgrajenimi višje kot krožni centralni stolp. V obliki križa je grad Trim in slavni poligonalno oblikovan grad Conisborough. Kljub tem novim modelom je kvadratni grad ostal priljubljen v večjem delu Anglije in šele v 1170-ih je bil zgrajen velik kvadraten normanski grad Newcastle. Krožni grad podoben tistim v Franciji, je res postal priljubljena v Angliji in v valižanskih markah ter na Škotskem v začetku 13. stoletja. 
Kot z novimi oblikami gradov v Franciji, so bili tudi anglo-normanski modeli deležni vojaškega razmišljanja in političnih vzrokov. Grad Orford je bil še posebej obširno analiziran. Običajne razlage pravijo, da je bil njegov nenavaden tloris rezultat eksperimentalnega vojaškega načrtovanja, novejša analiza ugotavlja, da je bila zasnova verjetno posledica politične simbolike in potrebe po Henrikovi prevladi v spornih deželah vzhodne Anglije. Arhitektura bi, za plemstvo sredi 12. stoletja, izbrala podobe kralja Arturja ali Konstantinopla, in potem idealizirala različice kraljevske in cesarske oblasti. Celo fenomenalen vojaški model kot je Château Gaillard, je bil zgrajen s političnim učinkom v mislih. Gaillard je bil zasnovan tako, da je ponovno potrdil Anžujsko oblast v spornem območju konfliktov in grad je, čeprav vojaško impresiven, vseboval le predsobo in kraljevo avdienčno dvorano in bil zgrajen iz mehke krede in brez notranjega obzidja, oboje resno vprašljivo z obrambnega vidika. 
V času najbolj srednjeveškega obdobja, je bil Iberski polotok razdeljen med krščansko in islamsko kraljestvo, od katerih nobeno ni imelo tradicije graditi gradove, razen opazovalnih stolpov ali obrambnih stolpov. Do 12. stoletja so vpliv Francije in različna vojaška pravila spodbudila razvoj kvadratnih gradov v krščanskem delu po vsej regiji, v drugi polovici istega stoletja pa se je ta praksa razširila tudi po vsem islamskem kraljestvu. 
Drugače je bilo v preostalem delu Evrope, kjer so kamnite stolpe uporabljali v gradovih, vendar ne na način, kot so jih izpolnjevali vsi raznovrstni zahodnoevropski gradovi. Na Nizozemskem so postali priljubljeni pri lokalnem plemstvu samostojni, kvadratni stolpi, vendar le redko kot del večjega gradu. Podobno so kvadratni kamniti stolpi postali priljubljeni v Benetkah, vendar ti niso imeli enake vloge kot zahodni gradovi. V Nemčiji so pravokotni kamniti gradovi začeli zamenjevati mota gradove od 12. stoletja dalje. Ti modeli so vsebovali kamnito različico tradicionalnega bergfrida, ki je še ostal ločena od domačega gradu, uporabljenega v več zahodnih delih Evrope, z občasno pomembno izjemo, kot je velik, bivalni bergfrid volilnega kneza na gradu Eltville ob Renu. 
Različne oblike novih gradov so naredile bivalno-obrambni grad za nepotreben. Ena taka oblika je krožni grad, ki vključuje zunanje obzidje z obrambnimi stolpi in morda podprto z dodatnimi, krožnimi večplastnimi obrambnimi napravami. Tak grad kot Framlingham nikoli ni imel osrednjega stolpa. Tudi vojaški dejavniki so bili vzrok za tak razvoj. R. Brown, na primer predlaga, da oblika z ločenim bivalno-obrambnim gradom sam po sebi ni imela usklajenega in kombiniranega obrambnega sistema in da so obzidja predgradja dovolj zapletena, da je postal tak grad vojaško nepotreben. V Angliji so tudi vhodni stolpi zrastli po velikosti in zahtevnosti, dokler niso spremenili potrebe po bivalno-obrambnem gradu v istem gradu. Klasičen edvardijanski vhodni stolp, z dvema velikima, spremljevalnima stolpoma in več dvižnimi vrati, ki so bila namenjena, da branijo pred napadi tako znotraj kot zunaj glavnega gradu, so pogosto primerjali s prejšnjim normanskim gradom: nekatere od največjih vhodnih stolpov imenujejo kar gatehouse keep. 
Štirioglata oblika gradu, ki je nastala v Franciji v 13. stoletju, je bila še ena faza razvoja, ki je odstranila potrebo po osrednjem bivalno-obrambnem gradu. Gradovi so, svojega prvega pojava v 9. stoletju, potrebovali dodatne bivalne prostore. Francoske oblike v poznem 12. stoletju so zagotavljale sodobno neobrambno graščino, katere prostori se nahajali okoli osrednjega, pravokotnega dvorišča in okoli njih zgradili zid, da je nastal grad. Prvi tak je bil Château de Tanlay na Yonne v Burgundiji, pozneje Château de Farcheville, ki imata značilno kvadratno postavitev s štirimi velikimi, okroglimi vogalnimi stolpi. 

### Pozno srednjeveški bivalno-obrambni gradovi (14.–16. stoletje)
Ob koncu srednjega veka je na zahodu gradnja bivalno-obrambnih gradov dočakala preporod. Nekateri gradovi se še vedno gradijo brez bivalnega dela: Bastilja v 1370-ih na primer, v kombinaciji z zdaj tradicionalno četverokotno obliko z mašikuliranimi vogalnimi stolpi, vhodnimi stolpi in obrambnim jarkom, obzidjem pa je bilo enake višine kot stolpi. To modo so iz Francije zanesli v Anglijo, zlasti med nouveau riche('novi bogataši' - posamezniki ali družbene skupine, ki so relativno hitro prišle do velikega bogatstva in s tem iz nižjega v višji sloj družbe), na primer grad Nunney. Kraljeve družine in zelo bogati Francozi, Angleži in Španci pa so začela graditi manjše število gradov v veliko večjem obsegu kot prej, kot del nove palačne utrdbe. Premik odraža politične in družbene spremembe, kot so želje najbogatejše gospode, da bi imeli zasebnost v svojih rastočih gospodinjstvih, kot tudi različne arhitekturne ideje, ki se izmenjujejo v regiji, kljub stoletni vojni med Francijo in Anglijo.
Ponovna oživitev donjona v francoskem oblikovanju gradov se je začela po porazu kraljeve vojske v bitki pri Crecyju leta 1346 in Poitiersu leta 1356, kar je povzročilo visoko stopnjo socialnih nemirov po vsem francoskem ozemlju.  Karel V. Francoski je poskušal obnoviti francosko kraljevo oblast in prestiž z gradnjo novih gradov. Chateau de Vincennes, kjer je bil nov grad dokončan po Karlu leta 1380, je bil prvi primer take palačne utrdbe. Grad Vincennes je bil zelo inovativen: šest nadstropij visok, s chemin de ronde ('stražarski hodnik'), ki teče okoli mašikuliranega obzidja, je luksuzno opremljena zgradba, zaščitena z obrambnim zidom, ki oblikuje "ovojnico" okoli donjona. Grad Vincennes je bil kopiran po vsej Franciji. Zlasti tam, kjer so francoski kralji ponovno osvojili ozemlja iz angleških rok, so spodbujali ta slog, ki je poudarjal zelo visok donjon z uglednimi mašikulami. Grad še ni imel dodatkov za nastajajoče novo orožje s smodnikom, ki so jih kasneje v stoletju počasi dodajali, kot na primer Karel VI. v svojem gradu v Saint-Malo.
Francoski model se je razširil na Iberski polotok v drugi polovici tega stoletja, kjer so najmočnejši plemiči v Kastilija zgradili številne podobno visoke gradove, kot je tisti v Peñafielu, izkoriščajoč slabosti kastiljske krone v tem obdobju. Henrik IV. Kastiljski se je odzval v 15. stoletju, ko je zgradil niz kraljevskih gradov z imenitnimi donjoni: grad La Mota, grad Portillo in Alcazar, Segovia, zgrajeni posebnih razsežnosti, ki so postali znani kot ključni element valladolidske španske grajske šole.  Manjše različice teh gradov so po tem zgradili mnogi ambicioznimi novi aristokrati v Španiji, vključno številni spreobrnjeni Judje, ki so želeli izboljšati svoj družbeni ugled in položaj v družbi. Francoski model visokih gradov je odmeval tudi v nekaterih nemških gradovih, kot je Grad Karlštejn danes na Češkem, čeprav razporeditev in pozicioniranje teh stolpov še vedno sledi obstoječemu bergfrid modelu in ne zahodnim gradovom.
V 15. in 16. stoletju se je manjše število angleških in nekaj valižanskih gradov razvilo še višje. Prvi od teh visokih gradov je bil zgrajen na severu Anglije v 14. stoletju (grad Warkworth). Navdihnjen od francoskih modelov pa kaže tudi napredek na področju varnosti glede na položaj ob meji z Škotsk v tistem obdobju. Regionalni nastanek velikih plemiških družin, kot so Percies in Nevilles in njihovega premoženja je spodbudil val gradnje gradov ob koncu 14. stoletja. Nove gradovi Raby, Bolton in Warkworth so štirioglati in imajo izjemno velik bivalni stolp, kar postane značilnost severnega angleškega sloga. Zgrajeni od velikih plemiških rodbin, so bili ti gradovi po navadi še bolj razkošni. Zgodovinar Anthony Emery jih opisuje kot »... drugi vrh grajskih stavb v Angliji in Walesu«, ki so sledile edvardijanskim modelom ob koncu 14. stoletja. 
V 15. stoletju se je razširila moda ustvarjanja zelo dragih gradov pod vplivom francoskih palačnih gradov, ki prikazujejo kompleksne stolpe (primeri grad Wardour, Tattershall in Raglan).  V srednj in vzhodni Angliji so jih začeli graditi tudi iz opeke (Caister in Tattershall sta primera tega trenda). Na Škotskem je gradnja Velikega stolpa Holyrood med letoma 1528 in 1532 kazala na angleško tradicijo, vendar so bili vključeni tudi francoski vplivi glede varnosti, vendar so udoben grad varovali s topovkim parkom. Taki gradovi so bili dragi za gradnjo, vsak z edinstveno zasnovo za določenega naročnika in kot pravi zgodovinar Norman Pounds, oni »... so oblikovani tako, da so zelo bogati ljudje živeli v razkošju in sijaju.« 
Istočasno so gradili izjemno bogate, veliko manjše, podobne strukture, imenovane stanovanjski stolpi. Te so gradili po Irskem, Škotskem in v severni Angliji, pogosto relativno revnejši lokalni gospodarji in lastniki zemljišč. Stanovanjski stolp je bil predvsem visok, kvadraten, zgrajen iz kamna, s parapetom; škotski in ulsterski stanovanjski stolpi so bili pogosto obdani z obzidjem. Večina znanstvenikov meni, da stanovanjske stolpe ni mogoče opredeliti kot grad, temveč kot obliko utrjene hiše.
Kot se je v 16. stoletju bivalno-obrambni grad razvijal, tako je ponovno prišel iz mode. V Angliji ga je začel izpodrivati vhodni stolp ali vhodno poslopje kot osrednje mesto novega razvoja gradu.  Do 15. stoletja je bilo bolj nenavadno, da se gradi oboje bivalno-obrambni stolp in velik vhodni stolp, v zgodnjem 16. stoletju pa je vhodni stolp zlahka prehitel takrat že neustrezno funkcijo bivalno-obrambnega stolpa.
V evropski arhitekturi 17. stoletja je začel prevladovati klasičen Palladijev slog. Zgradbe v tem slogu po navadi zahtevajo veliko prostora za enfilado uradnih prostorov, ki so postali ključnega pomena za sodobne palače do sredine tega stoletja. Ta slog je bilo nemogoče prilagoditi v tradicionalni grad. Stolp v gradu Bolsover v Angliji je bil eden redkih, ki je bil zgrajen kot del paladijevskega oblikovanja.

### Kasnejša uporaba in uničenje (17.–21. stoletje)
Od 17. stoletja dalje so bili nekateri gradovi namerno uničeni. V Angliji je bilo veliko uničenih po koncu druge angleške državljanske vojne leta 1649, ko je parlament sprejel ukrepe za preprečitev ponovnega upora rojalistov, to je rušenje ali poškodovanje gradov, da bi jim preprečili vsako nadaljnjo vojaško korist. Rušenje je bilo precej drago in potrebno je bilo veliko truda za izvedbo, tako da so škoda po navadi povzročili na najbolj učinkovit način in na le izbranih delih zidov. Nekateri so bili v tem procesu izvzeti zaradi svoje politične in kulturne pomembnost in prestiž njihovih nekdanjih rojalističnih lastnikov – v gradu Kenilworth je bil na primer porušen samo bivalni stolp, grad Raglan je ostal glavni cilj dejavnosti parlamentarcev. Nekaj podobnega se je dogajalo v Franciji v 17. in 18. stoletju, kot so porušili Montaiguillon kardinala Richelieuja leta 1624. Na splošno je bilo škode precej manj kot v Angliji v 1640-ih in zgodnjih 1650-ih.
V Angliji so postale srednjeveške ruševine spet modne sredi 18. stoletja. Bile so zanimiv kontrapunkt paladijevski klasični arhitekturi in so dajale sliko srednjeveške privlačnosti svojim lastnikom. Nekateri gradovi so bili predelani s pretiranimi učinki: grad Hawarden na primer, je bil predelan tako, da je postal višji, a tudi bolj razpadel, da bi zagotovili dobro silhueto. V poznem 18. in 19. stoletju je postalo v Angliji modno graditi replike gradov, kar A. Rowan imenuje »normanski slog novih grajskih stavb«, za katere so bili značilni veliki stolpi; zadnja replika, ki je bila zgrajena na ta način, je bil grad Penrhyn med 1820 in 1840. 
Kjer so se gradovi ohranili, je bil v 19. stoletju še en poskus, da bi stavbe izboljšali tako, da so pogosto pretiravali z zgodovinskimi značilnostmi v skladu s tedaj pogostim neogotskim slogom. Poskusov za obnovitev v smislu ohranitve dosledno gotskega sloga v Angliji ni bilo veliko. Arhitekt Anthony Salvin je bil še posebej pomemben zaradi prikazanih popravkov in okrepitev v bivalno-obrambnem stolpu gradu Windsor, medtem ko je v Franciji med 1860 in 1870 Eugène Viollet- le-Duc predelal gradove kot je Pierrefonds, sicer v veliki meri na špekulativni način, saj je bil prvotni grad večinoma uničen leta 1617.
Španska državljanska vojna ter prva in druga svetovna vojna v 20. stoletju so povzročile škodo na številnih gradovih po vsej Evropi; zlasti je bil znan grad Coucy, ki ga je uničila nemška vojska leta 1917. Do konca 20. stoletja je bilo ohranjanje gradov del vladne politike v Franciji, Angliji, na Irskem in v Španiji. V 21. stoletju v Angliji je veliko ruševin gradov, ki se ne uporabljajo kot delujoče stavbe, postalo del turistične industrije in kulturne dediščine - še delujoč grad Windsor je redka izjema. Drugačna je usoda bergfridov v Nemčiji in bivših nemških deželah, kjer je bilo v poznem 19. in zgodnjem 20. stoletju veliko število obnovljenih kot funkcionalne stavbe, pogosto so v njih vladne službe ali hostli ali moderne stolpaste hiše, ki so v mnogih primerih postale posodobljene domačije.